# Persone di nome Étienne
| Questa pagina contiene informazioni ricavate automaticamente dalle voci biografiche con l'ausilio del template Bio e di un bot. L'aggiornamento è periodico e automatico e ricostruisce completamente la pagina. Se manca una persona in questa lista, sei pregato di non aggiungerla, ma accertati piuttosto che la sua voce biografica contenga il template Bio e che i dati anagrafici siano correttamente compilati. Se il template Bio manca, inseriscilo tu stesso o, in alternativa, metti l'avviso {{tmp\|Bio}} che ne segnala la mancanza. Se i dati riportati sono sbagliati, correggi direttamente la voce biografica; le modifiche saranno visibili in questa lista entro pochi giorni. Per chiarimenti vedi il progetto antroponimi. La lista contiene solo le 128 persone che sono citate nell'enciclopedia e per le quali è stato implementato correttamente il template Bio. Pagina aggiornata al 6 ago 2025. |

Questa è una lista di persone presenti nell'enciclopedia che hanno il nome Étienne, suddivise per attività principale.

## Ammiragli(1)
- Étienne Eustache Bruix, ammiraglio francese (Fort-Liberté, n. 1759 - Parigi, † 1805)

## Architetti(3)
- Étienne de Bonneuil, architetto francese (Parigi)
- Étienne Dupérac, architetto francese (Parigi, † 1604)
- Éloi Labarre, architetto francese (Chiry-Ourscamp, n. 1764 - Vitry-sur-Seine, † 1833)

## Arcivescovi cattolici(6)
- Étienne Aldebrand, arcivescovo cattolico e abate francese († 1361)
- Étienne de la Garde, arcivescovo cattolico e cardinale francese († 1361)
- Étienne Marilley, arcivescovo cattolico svizzero (Châtel-Saint-Denis, n. 1804 - Friburgo, † 1889)
- Étienne Parfait Martin Maurel de Mons, arcivescovo cattolico francese (Aix-en-Provence, n. 1752 - Avignone, † 1830)
- Étienne Nguyễn Như Thể, arcivescovo cattolico vietnamita (Hải Thọ, n. 1935 - Huế, † 2024)
- Étienne Poncher, arcivescovo cattolico e diplomatico francese (n. 1446 - Parigi, † 1525)

## Artisti(1)
- Étienne Léopold Trouvelot, artista e astronomo francese (Aisne, n. 1827 - Meudon, † 1895)

## Attori(1)
- Étienne Chicot, attore francese (Fécamp, n. 1949 - Parigi, † 2018)

## Attori teatrali(3)
- Étienne Arnal, attore teatrale francese (Meulan-en-Yvelines, n. 1794 - Ginevra, † 1872)
- Étienne Decroux, attore teatrale e mimo francese (Parigi, n. 1898 - Boulogne-Billancourt, † 1991)
- Étienne Fay, attore teatrale, tenore e compositore francese (Tours, n. 1770 - Versailles, † 1845)

## Biblisti(1)
- Étienne Trocmé, biblista e teologo francese (Parigi, n. 1924 - Étretat, † 2002)

## Calciatori(11)
- Étienne Bausch, calciatore lussemburghese (Differdange, n. 1901 - Lussemburgo, † 1971)
- Étienne Bugnion, calciatore svizzero (Losanna)
- Étienne Capoue, calciatore francese (Niort, n. 1988)
- Étienne Deteindre, calciatore svizzero
- Étienne Didot, ex calciatore francese (Paimpol, n. 1983)
- Étienne Alain Djissikadié, ex calciatore gabonese (Franceville, n. 1977)
- Étienne Jourde, calciatore francese (n. 1890 - † 1921)
- Étienne Mattler, calciatore e allenatore di calcio francese (Belfort, n. 1905 - Bavilliers, † 1986)
- Étienne Morillon, calciatore francese
- Étienne Sansonetti, calciatore francese (Marsiglia, n. 1935 - Ajaccio, † 2018)
- Étienne Youté Kinkoué, calciatore francese (Lione, n. 2002)

## Cantautori(1)
- Étienne Daho, cantautore francese (Orano, n. 1956)

## Cardinali(4)
- Étienne Aubert iuniore, cardinale e vescovo cattolico francese (Limosino - Viterbo, † 1369)
- Étienne Le Camus, cardinale e vescovo cattolico francese (Parigi, n. 1632 - Grenoble, † 1707)
- Étienne-Charles de Loménie de Brienne, cardinale, arcivescovo cattolico e politico francese (Parigi, n. 1727 - Sens, † 1794)
- Étienne de Poissy, cardinale e vescovo cattolico francese (Vitry-sur-Seine - Avignone, † 1373)

## Cestisti(2)
- Étienne Ca, ex cestista francese (Écully, n. 1997)
- Étienne Onimus, cestista francese (Mulhouse, n. 1907 - Mulhouse, † 1982)

## Chimici(1)
- Étienne-François Geoffroy, chimico e medico francese (n. 1672 - † 1731)

## Ciclisti su strada(1)
- Étienne De Wilde, ex ciclista su strada e pistard belga (Wetteren, n. 1958)

## Compositori(1)
- Étienne Nicolas Méhul, compositore francese (Givet, n. 1763 - Parigi, † 1817)

## Danzatori(1)
- Étienne Leblond, ballerino francese (Parigi, n. 1801 - Bruxelles, † 1848)

## Direttori della fotografia(1)
- Étienne Becker, direttore della fotografia francese (Parigi, n. 1936 - Clichy, † 1995)

## Disc jockey(1)
- Étienne de Crécy, disc jockey e produttore discografico francese (Lione, n. 1969)

## Disegnatori(1)
- Étienne Carjat, disegnatore, fotografo e giornalista francese (Fareins, n. 1828 - Parigi, † 1906)

## Drammaturghi(3)
- Étienne Morel de Chédeville, drammaturgo e librettista francese (Parigi, n. 1751 - Villeneuve-Saint-Georges, † 1814)
- Étienne Jodelle, drammaturgo francese (Parigi, n. 1532 - Parigi, † 1573)
- Étienne Jourdan, drammaturgo e incisore francese (n. 1781 - Parigi, † 1847)

## Egittologi(1)
- Étienne Drioton, egittologo e archeologo francese (Nancy, n. 1889 - Montgeron, † 1961)

## Entomologi(1)
- Étienne Mulsant, entomologo, ornitologo e bibliotecario francese (Marnand, n. 1797 - Lione, † 1880)

## Esploratori(1)
- Étienne Brûlé, esploratore francese (Champigny-sur-Marne, n. 1592 - Ontario, † 1633)

## Filosofi(7)
- Étienne Balibar, filosofo francese (Avallon, n. 1942)
- Étienne de La Boétie, filosofo, scrittore e politico francese (Sarlat, n. 1530 - Germignan, † 1563)
- Étienne Bonnot de Condillac, filosofo, enciclopedista e economista francese (Grenoble, n. 1714 - Beaugency, † 1780)
- Étienne Noël Damilaville, filosofo e enciclopedista francese (Bordeaux, n. 1723 - † 1768)
- Étienne Gilson, filosofo e storico della filosofia francese (Parigi, n. 1884 - Auxerre, † 1978)
- Étienne Souriau, filosofo francese (Lilla, n. 1892 - Parigi, † 1979)
- Étienne Vacherot, filosofo e politico francese (Torcenay, n. 1809 - Parigi, † 1897)

## Fisiologi(1)
- Étienne-Jules Marey, fisiologo, cardiologo e inventore francese (Beaune, n. 1830 - Parigi, † 1904)

## Fotografi(1)
- Étienne Sved, fotografo francese (Székesfehérvár, n. 1914 - Gréoux-les-Bains, † 1996)

## Generali(7)
- Étienne Marie Antoine Champion de Nansouty, generale francese (Bordeaux, n. 1768 - Parigi, † 1815)
- Étienne François de Choiseul, generale, diplomatico e politico francese (Nancy, n. 1719 - Castello di Chanteloup, † 1785)
- Jean-François Cordellier, generale francese (Faremoutiers, n. 1767 - Parigi, † 1845)
- Étienne Estève, generale francese (Castelnaudary, n. 1771 - Castelnaudary, † 1844)
- Étienne de Vignolles, generale francese (Vignoles, n. 1390 - Montauban, † 1443)
- Étienne Maurice Gérard, generale francese (Damvillers, n. 1773 - Parigi, † 1852)
- Étienne Jacques Joseph Alexandre Macdonald, generale francese (Sedan, n. 1765 - Courcelles, † 1840)

## Gesuiti(2)
- Étienne Binet, gesuita e letterato francese (Digione, n. 1569 - Parigi, † 1639)
- Étienne Martellange, gesuita, architetto e pittore francese (Lione, n. 1569 - Parigi, † 1641)

## Giocatori di polo(1)
- Étienne Balsan, giocatore di polo francese (Parigi, n. 1878 - † 1953)

## Giuristi(1)
- Louis Josserand, giurista francese (Lione, n. 1868 - La Sauvetat, † 1941)

## Incisori(1)
- Étienne Fessard, incisore francese (Parigi, n. 1714 - Parigi, † 1774)

## Ingegneri(1)
- Étienne Oehmichen, ingegnere francese (Châlons-sur-Marne, n. 1884 - Parigi, † 1955)

## Magistrati(2)
- Étienne François d'Aligre, magistrato francese (Parigi, n. 1727 - Brunswick, † 1798)
- Étienne Pascal, magistrato e matematico francese (Clermont-Ferrand, n. 1588 - Parigi, † 1651)

## Maratoneti(1)
- Étienne Gailly, maratoneta belga (Beringen, n. 1922 - Genval, † 1971)

## Matematici(3)
- Étienne Bézout, matematico francese (Nemours, n. 1730 - Avon, † 1783)
- Étienne Bobillier, matematico francese (Lons-le-Saunier, n. 1798 - Châlons-en-Champagne, † 1840)
- Étienne Fouvry, matematico francese (n. 1953)

## Medici(1)
- Étienne Lombard, medico francese (n. 1869 - † 1920)

## Mercanti(1)
- Étienne Marchand, mercante e esploratore francese (Grenada, n. 1755 - Réunion, † 1793)

## Missionari(1)
- Étienne Larue, missionario e vescovo cattolico francese (Saint-Christophe-en-Brionnais, n. 1865 - Tournus, † 1935)

## Musicisti(1)
- Étienne Loulié, musicista, pedagogo e teorico della musica francese (Parigi, n. 1654 - Parigi, † 1702)

## Nuotatori(1)
- Étienne Dagon, ex nuotatore svizzero (Bienne, n. 1960)

## Organisti(1)
- Étienne Richard, organista, clavicembalista e compositore francese (Parigi - † 1669)

## Orientalisti(1)
- Étienne Marc Quatremère, orientalista e arabista francese (n. 1782 - † 1857)

## Piloti di rally(1)
- Étienne Smulevici, pilota di rally francese (Parigi, n. 1947)

## Pittori(9)
- Étienne Allegrain, pittore francese (Parigi, n. 1644 - † 1736)
- Étienne Aubry, pittore francese (Versailles, n. 1745 - Versailles, † 1781)
- Étienne Bouhot, pittore francese (Bard-lès-Époisses, n. 1780 - Semur-en-Auxois, † 1862)
- Étienne-Barthélémy Garnier, pittore francese (Parigi, n. 1759 - Parigi, † 1849)
- Étienne Jeaurat, pittore e incisore francese (Parigi, n. 1699 - Versailles, † 1789)
- Étienne de La Vallée-Poussin, pittore e decoratore francese (Rouen, n. 1735 - Parigi, † 1802)
- Étienne Parrocel, pittore francese (Avignone, n. 1696 - Roma)
- Étienne Terrus, pittore francese (Elne, n. 1857 - Elne, † 1922)
- Étienne de La Tour, pittore francese (Lunéville, n. 1621 - † 1692)

## Poeti(1)
- Stéphane Mallarmé, poeta, scrittore e drammaturgo francese (Parigi, n. 1842 - Valvins, † 1898)

## Politici(11)
- Étienne Arago, politico e commediografo francese (Perpignano, n. 1802 - Parigi, † 1892)
- Étienne Cabet, politico francese (Digione, n. 1788 - Saint Louis, † 1856)
- Étienne Clavière, politico e banchiere francese (Ginevra, n. 1735 - Parigi, † 1793)
- Étienne de Gerlache, politico, avvocato e nobile belga (Bertrix, n. 1785 - Bruxelles, † 1871)
- Étienne Marcel, politico francese (Parigi, n. 1315 - Parigi, † 1358)
- Étienne Mourrut, politico francese (Le Grau-du-Roi, n. 1939 - Montpellier, † 2014)
- Étienne Saqr, politico libanese (Ain Ebel, n. 1937)
- Étienne de Silhouette, politico e funzionario francese (Limoges, n. 1709 - Bry-sur-Marne, † 1767)
- Étienne Tshisekedi, politico della Repubblica Democratica del Congo (Luluabourg, n. 1932 - Bruxelles, † 2017)
- Étienne de La Fléchère, politico francese (Saint-Jeoire-en-Faucigny, n. 1822 - Parigi, † 1887)
- Étienne Bâtard, politico nativo americano (Miramichi - Halifax, † 1760)

## Presbiteri(2)
- Étienne Lamotte, presbitero, storico delle religioni e orientalista belga (Dinant, n. 1903 - Bruxelles, † 1983)
- Étienne Pernet, presbitero francese (Vellexon, n. 1824 - Parigi, † 1899)

## Registi(3)
- Étienne Arnaud, regista e sceneggiatore francese (Villeneuve-lès-Béziers, n. 1879 - Parigi, † 1955)
- Étienne Chatiliez, regista e sceneggiatore francese (Roubaix, n. 1952)
- Étienne Périer, regista cinematografico belga (Bruxelles, n. 1931 - Le Plan-de-la-Tour, † 2020)

## Scacchisti(1)
- Étienne Bacrot, scacchista francese (Albert, n. 1983)

## Schermidori(1)
- Étienne Lalonde Turbide, schermidore canadese (Montréal, n. 1989)

## Sciatori alpini(1)
- Étienne Mazellier, sciatore alpino canadese (n. 2001)

## Scrittori(3)
- Étienne Pasquier, scrittore, giurista e storico francese (Parigi, n. 1529 - Parigi, † 1615)
- Étienne Pivert de Senancour, scrittore francese (Parigi, n. 1770 - Saint-Cloud, † 1846)
- Étienne Lauréault de Foncemagne, scrittore e religioso francese (Orléans, n. 1694 - Parigi, † 1779)

## Scultori(3)
- Étienne Maurice Falconet, scultore francese (Parigi, n. 1716 - Parigi, † 1791)
- Étienne Le Hongre, scultore francese (Parigi, n. 1628 - Parigi, † 1690)
- Étienne Martin, scultore francese (Loriol-sur-Drôme, n. 1913 - Parigi, † 1995)

## Storici(2)
- Étienne Baluze, storico francese (Tulle, n. 1630 - Parigi, † 1718)
- Étienne Taillemite, storico e archivista francese (Poitiers, n. 1924 - Allogny, † 2011)

## Tennisti(1)
- Étienne Durand, tennista francese

## Teologi(2)
- Étienne Mignot, teologo francese (n. 1698 - † 1771)
- Étienne Tempier, teologo e vescovo cattolico francese (Orléans - Parigi, † 1279)

## Umanisti(1)
- Étienne Dolet, umanista francese (Orléans, n. 1509 - Parigi, † 1546)

## Velocisti(1)
- Étienne Bally, velocista francese (Vénissieux, n. 1923 - Saint-Fons, † 2018)

## Vescovi cattolici(2)
- Étienne Rouchouze, vescovo cattolico e missionario francese (Firminy, n. 1798 - Oceano Pacifico, † 1843)
- Étienne Tri Bửu Thiên, vescovo cattolico vietnamita (Trà Long, n. 1950)

## Zoologi(1)
- Étienne Geoffroy Saint-Hilaire, zoologo francese (Étampes, n. 1772 - Parigi, † 1844)